# Parexarnis obscurior
Parexarnis obscurior là một loài bướm đêm trong họ Noctuidae.